# Pia Guerra
Pia Guerra   (Hoboken, 2 de desembre de 1971) és una dibuixant de còmic estatunidenca, cocreadora —juntament amb Brian K. Vaughan— d'Y: The Last Man. Des de la segona meitat de la dècada del 1990, Guerra ha treballat en diversos títols independents. Resideix a Vancouver i està casada amb el dibuixant Ian Boothby, autor de moltes de les històrietes il·lustrades de The Simpsons.

## Carrera professional
Pia Guerra va començar la carrera professional il·lustrant cartes i jocs de rol. Més tard adquirí notorietat amb la publicació d'Y: The Last Man, que al llarg de seixanta números va presentar les aventures del jove Yorick Brown i la seva mascota, un mico caputxí anomenat Ampersand, en un món imaginari on una plaga havia acabat amb la vida de tot ésser que tingués el cromosoma Y, a excepció dels dos protagonistes de la sèrie, que hauran de lluitar per sobreviure.
També ha dibuixant històries de Doctor Who, Spiderman, The Simpsons, i ha fet diversos guions gràfics.

## Premis
- 2003: Premi Harvey a la millor sèrie nova, per Y: The Last Man (amb Brian K. Vaughan i José Marzán Jr.
- 2006: Premi Joe Shuster al Millor Còmic per Y: The Last Man[4]
- 2008: Premi Eisner a la millor dibuixant per Y: The Last Man (amb José Marzán Jr.)